# Konstsim vid världsmästerskapen i simsport 2023 – Mixat tekniskt parprogram
Mixat tekniskt parprogram vid världsmästerskapen i simsport 2023 avgjordes mellan den 15 och 16 juli 2023 i Marine Messe Fukuoka i Fukuoka i Japan.
Tomoka Sato och Yotaro Sato från Japan tog guld, Dennis González och Emma García från Spanien tog silver och Cheng Wentao och Shi Haoyu från Kina tog brons.

## Resultat
Kvalet startade den 15 juli klockan 14:00. Finalen startade den 16 juli klockan 16:30.
Grön bakgrund betyder att konstsimmarna gick vidare till finalen
| Placering | Nationalitet   | Namn                                     | Kval     | Kval      | Final            | Final            |
| Placering | Nationalitet   | Namn                                     | Poäng    | Placering | Poäng            | Placering        |
| --------- | -------------- | ---------------------------------------- | -------- | --------- | ---------------- | ---------------- |
| 1         | Japan          | Tomoka Sato Yotaro Sato                  | 227,7200 | 3         | 255,5066         | 1                |
| 2         | Spanien        | Dennis González Emma García              | 244,1433 | 1         | 248,0499         | 2                |
| 3         | Kina           | Cheng Wentao Shi Haoyu                   | 188,7334 | 7         | 247,3033         | 3                |
| 4         | Mexiko         | Itzamary González Diego Villalobos       | 228,0075 | 2         | 223,6066         | 4                |
| 5         | Storbritannien | Ranjuo Tomblin Beatrice Crass            | 190,0833 | 5         | 215,2967         | 5                |
| 6         | Colombia       | Gustavo Sánchez Jennifer Cerquera        | 168,5900 | 12        | 210,1833         | 6                |
| 7         | Kazakstan      | Eduard Kim Nargiza Bolatova              | 192,0333 | 4         | 204,0967         | 7                |
| 8         | Chile          | Theodora Garrido Nicolás Campos          | 177,4817 | 8         | 200,4767         | 8                |
| 9         | Serbien        | Jelena Kontić Ivan Martinović            | 169,6216 | 11        | 191,1167         | 9                |
| 10        | Sydkorea       | Kim Ji-hye Byun Jae-jun                  | 188,9558 | 6         | 190,2934         | 10               |
| 11        | Belgien        | Renaud Barral Lisa Ingenito              | 170,9367 | 10        | 189,2567         | 11               |
| 12        | Peru           | Sandy Quiroz Álvaro Aronés               | 177,0883 | 9         | 187,5250         | 12               |
| 13        | Puerto Rico    | Javier Ruisanchez Nicolle Torrens        | 165,3800 | 13        | Gick inte vidare | Gick inte vidare |
| 14        | Thailand       | Voranan Toomchay Kantinan Adisaisiributr | 162,9283 | 14        | Gick inte vidare | Gick inte vidare |
| 15        | Tyskland       | Frithjof Seidel Michelle Zimmer          | 158,3550 | 15        | Gick inte vidare | Gick inte vidare |
| 16        | Kuba           | Andy Ávila Carelys Valdes                | 108,1650 | 16        | Gick inte vidare | Gick inte vidare |